# Теодор Иванов
Теодор Христов Иванов е български писател, библиограф и краевед.

## Биография и творчество
Роден е на 21 септември 1978 г. в град Котел. Средното си образование завършва в СОУ „Г. С. Раковски“ – Котел, а висшето – във ВТУ „Св. св. Кирил и Методий" – Велико Търново. Работил е като учител, библиотекар, журналист и университетски преподавател. Негови публицистични статии и художествени произведения са публикувани във в. „Котленски край", в. „Янтра днес“, сп. „Жажда", сп. „Смесена китка“, алманах „Света гора", в. „Свободен народ“, сп. „Пламък“, както и в литературните сайтове Bukvite.bg, Otkrovenia.com и личния му блог kobata.blog.bg. През август 2013 г. излиза от печат първата му книга – сборникът с разкази „Заличаване".

## Произведения
- Заличаване : Скучни разкази / Ред. Десислава Андреева; Худож. Цветелина Андонова. – Варна : Онгъл, 2013. – 250 с. : с ил.
- Усмивка в дъжда : [Разказ]. // Везни, 2009, № 8, с. 216 – 230.
- Често Жеруна поглежда... : [Разказ]. // Антимовски хан (Добрич), 2018, № 1, с. 51 – 62.
- Български военен книгопис 1955 – 1990 : Създаване и развитие на текущата библиография по военни науки. // Тр. ВТУ „Св. Кирил и Методий“, 1, 2009, с. 119 – 168.
- За библиографското цитиране, библиографите и цитиращите. // Издател, 2007, № 1 – 2, с. 33 – 43.
- Създаване и развитие на Общинска библиотека „Петър Матеев“ – гр. Котел. // Архив. поселищ. проучв., 2005, № 1 – 2, с. 50 – 67.

## Награди и отличия
- Трета награда и грамота за значително творческо присъствие от Първия национален литературен конкурс „Атанас Липчев“ – Варна, 2015 г.